# Lavinia Miloșoviciová
Lavinia Corina Miloșovici (* 21. října 1976, Lugoj) je bývalá rumunská sportovní gymnastka srbského původu. V letech 1991 až 1996 získala medaile na všech mistrovstvích světa, olympijských hrách a mistrovstvích Evropy. Stala se teprve třetí gymnastkou historie, po Larise Latyninové a Věře Čáslavské, která vyhrála mistrovství světa nebo olympijský titul ve všech čtyřech disciplínách (přeskok, bradla, kladina, prostná). Na olympijských hrách v Barceloně roku 1992 získala dvě zlaté medaili, v prostných a v přeskoku (o zlato se dělila s Maďarkou Henriettou Ónodiovou). Na stejných hrách získala ještě stříbro ze soutěže družstev a bronz z víceboje. Dvě medaile si přivezla z následující olympiády v Atlantě konané roku 1996. Šlo o dva bronzy, z víceboje a z družstev. Je poslední gymnastkou spolu s Lu Li, která kdy získala dokonalou známku 10 v olympijské soutěži. Má ve sbírce též pět zlatých medailí z mistrovství světa, z toho tři jsou individuální (přeskok 1991, bradla 1992, kladina 1993). Je též čtyřnásobnou mistryní Evropy, dva evropské tituly má z individuálních disciplín (přeskok 1994, prostná 1996). Je také jedenáctinásobnou mistryní Rumunska. Byla vyhlášena nejlepší sportovkyní Rumunska v letech 1992, 1993 a 1995. V roce 2011 byla uvedena do Mezinárodní gymnastické síně slávy.
Pocházela ze sportovní rodiny, její matka byla volejbalistkou, otec zápasníkem. S gymnastikou začala v šesti letech. V roce 2002 vyvolala spolu s bývalými kolegyněmi Corinou Ungureanuovou a Claudií Presăcanovou kontroverzi tím, že nahá pózovala na fotografiích pro japonskou fotoknihu LCC Gold. Protože bývalé gymnastky pózovaly na některých fotografiích v oficiálních rumunských reprezentačních trikotech, Rumunská gymnastická federace jim zakázala na pět let trénovat. V roce 2004 se jí narodila dcera, která roku 2008 zemřela. Poté se jí narodily ještě dvě děti. Již od 18 let měla vážné problémy s páteří a všechny své úspěchy poté vybojovala s mimořádnými bolestmi. V roce 2009 jí lékaři diagnostikovali zlomeninu páteře a hrozilo jí ochrnutí.